# Triedro
Um triedro é o ângulo poliedro formado por três semirretas ou arestas.

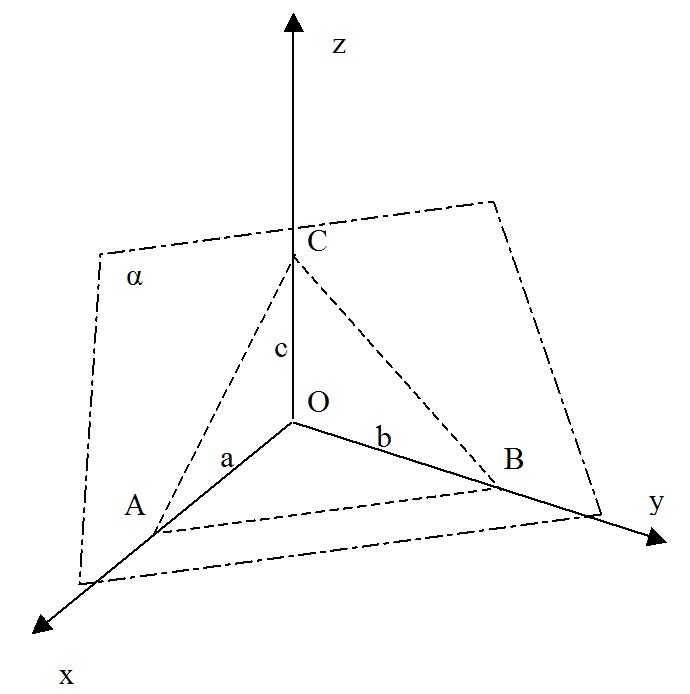

Pode ter um, dois ou três ângulos retos; em cujo caso se chama ângulo triedro retângulo, birretângulo ou trirretângulo, respectivamente. Tem também três diedros.
As caras e os diedros de um triedro cumprem as seguintes propriedades: 
- Cada face é menor que a soma das outras duas.
- A soma das três faces é menor que 360º (ao terem soma igual a 360°, formariam um único plano).
- A soma dos três diedros é maior que 180º e menor que 540º.

## Intersecção com uma superfície esférica
A intersecção de um triedro com uma superfície esférica com o centro em seu vértice é um triângulo esférico: 
Os lados do triângulo, a, b, c, são arcos de circunferência máxima cujas medidas coincidem com as das respectivas faces do triedro. Os ângulos do triângulo são os correspondentes diedros do triedro.